# Capa de xarxa
La capa de xarxa, també anomenada capa d'internet, es troba entre la Capa d'enllaç de dades i la capa de transport en el model TCP/IP i s'encarrega d'adreçar missatges i traduir adreces lògiques i noms en adreces físiques. També determina la ruta des de l'origen cap al destí i gestiona problemes de trànsit i controla la congestió de paquets de dades.

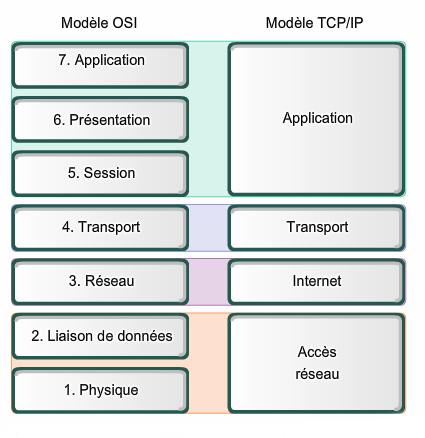
Comparació dels models OSI i TCP-IP

Aquesta capa és la que permet als clients posar paquets de dades dins d'alguna xarxa i viatjar als seus destins. És a dir, ofereix el servei d'encaminament dels missatges i de traducció de les adreces lògiques en adreces físiques. També efectua el control de la congestió de la xarxa i la reordenació de paquets un cop arribats a la màquina de destí.
És aquí on es defineix un format de paquet de xarxa oficial i un protocol anomenat IP.

## Exemples
- IP
  - DVMRP
  - ICMP
  - IGMP
  - PIM-SM
  - PIM-DM
  - SLIP
- IPSec
- IPX
  - RIP
  - NLSP
- X.25
  - X.75
- DDP